# Squadra antiscippo
Squadra antiscippo è un film italiano del 1976, diretto da Bruno Corbucci.
È il primo film in cui compare il personaggio di Nico Giraldi, detto "er Pirata" e interpretato da Tomas Milian. Fu distribuito nei cinema italiani nel marzo 1976 e fu un grande successo commerciale, al punto che generò una serie di undici film interpretati dallo stesso protagonista.
Primo degli undici film della fortunata serie dedicata al maresciallo Nico Giraldi, in questo episodio si possono apprezzare anche i primi tratti del personaggio che ha creato lo stesso Milian con er Monnezza. In più interviste l'attore cubano ha rivelato che la sua ispirazione era stata il suo stuntman, Quinto Gambi conosciuto nella discoteca Piper a Roma nel 1966. Tra i due era nata una forte amicizia e Milian lo aveva studiato per creare il celebre personaggio protagonista di quattro film (Il trucido e lo sbirro, La banda del trucido, La banda del gobbo e Manolesta). Nico Giraldi e er Monnezza vengono spesso confusi perché condividono la stessa origine, ma in questa prima prova Nico è ancora lontano dal personaggio popolano che diventerà in seguito. Parla italiano correttamente, pur senza rinunciare al turpiloquio, e appare come un poliziotto che si ispira alle gesta di Serpico, al punto che tiene in casa un poster del celebre film interpretato da Al Pacino.

## Trama
Il maresciallo Nico Giraldi è un agente della squadra "antiscippo" dedito alla cattura di piccoli criminali, con un occhio di riguardo nei confronti dei ricettatori, a suo dire alla base della delinquenza. Tra i vari criminali con cui Giraldi ha a che vedere vi è il Baronetto, uno scippatore che riesce a sfuggire alle catture grazie a un alibi di ferro (soffre di disturbi renali che lo costringono al ricovero all'ospedale), costruito grazie alla complicità di un cugino paramedico. Un giorno il Baronetto, assieme a due compagni, scippa una valigetta davanti a un albergo del centro. Il contenuto è clamoroso: cinque milioni di dollari, così il Baronetto decide di tenere la refurtiva per poterla riciclare.
A causa della conseguente ritorsione, Gipo, uno dei compagni del Baronetto, viene ucciso, pestato a sangue in una sala biliardi. L'altro cerca di scappare; Nico Giraldi vorrebbe aiutarlo, ma lo scippatore muore cadendo dal tetto di un palazzo dopo un inseguimento. Il Baronetto capisce di essere in pericolo e si fa volentieri arrestare pur di non essere vittima di omicidio come accaduto ai suoi compari. Con il suo aiuto le indagini di Giraldi si concentrano su quello che si rivela essere un caso di riciclaggio di denaro condotto da un diplomatico statunitense. Quest'ultimo usa due nomi, Norman Shelley per le attività criminose e Richard Russo per l'ambasciata americana. Usando il Baronetto come esca Giraldi riesce a incastrare il diplomatico, che viene rimpatriato per essere processato.

## Produzione
Secondo quanto riferisce il produttore Galliano Juso: Il film "è nato casualmente: stavo girando a Napoli Il trafficone con Carlo Giuffrè ed Enzo Cannavale e mi hanno rubato dal portafogli i soldi che dovevo versare alla troupe, un milione e quattrocentomila lire! Così mi è venuta l'idea di far scrivere una storia sugli scippi". "Il primo che ho chiamato è stato Luc Merenda, che però non mi sembrava adatto. Ho scelto Tomas Milian e da lì è cominciata la serie [di Nico Giraldi]".

## Distribuzione
Il film è stato distribuito nel circuito cinematografico italiano l'11 marzo 1976.
Fu in seguito distribuito con titoli diversi in vari paesi, tra cui Francia, Germania Ovest, Portogallo e Ungheria.
Venne doppiato dalla società CDC; il doppiaggio venne diretto da Giorgio Piazza. 

## Accoglienza
Il film ha incassato complessivamente 2.013.807.160 di lire, risultando il 36° miglior incasso in Italia della stagione cinematografica 1975-1976. Il 25 marzo 2024 nel quartiere Vigne Nuove di Roma, in via Giovanni Conti, è stata inaugurata una targa sul luogo dove furono girate alcune scene del film.